# Cryptochetum brevicostatum
Cryptochetum brevicostatum är en tvåvingeart som beskrevs av Heinrich Wilhelm Eduard van Bruggen 1960. Cryptochetum brevicostatum ingår i släktet Cryptochetum och familjen Cryptochetidae. Inga underarter finns listade i Catalogue of Life.